# Glenn (botanica)
Glenn è una cultivar di mango selezionata nel sud della Florida.

## Storia
Glenn era un semenzale di Haden che fu piantato a Miami, Florida nel 1940. Nel 1943 esso arrivò in possesso di Roscoe E. Glenn. L'albero produsse frutti per la prima volta nel 1945, e furono considerati di buona qualità. Sebbene in seguito fosse propagato e diffuso attraverso tutta la Florida, esso non guadagnò una grande diffusione commerciale a causa della percepita mancanza di serbevolezza. Furono necessari diversi decenni perché all'albero venissero riconosciute le caratteristiche positive che l'avrebbero reso una cultivar diffusa. A parte la qualità del frutto, la cultiva è apprezza anche perché l'albero può anche essere mantenuto ad una altezza e larghezza ragionevoli (rendendo la potatura e la raccolta più facili), è moderatamente resistente ai patogeni, e generalmente produce raccolti di buone dimensioni.

## Descrizione
L'albero è relativamente piccolo e produce una chioma compatta a rotondeggiante. La pianta può crescere anche oltre 10 metri ma generalmente viene mantenuto ad altezze più limitate attraverso potature regolari. Di solito gli alberi cominciano a fruttificare 3 o 4 anni dopo l'impianto, e in seguito producono raccolti da medi ad abbondanti piuttosto regolarmente.
Il frutto è ovale o oblungo, con una base arrotondata e un apice appuntito, che manca di becco, e generalmente pesa dai 300 ai 600 grammi. Ha una buccia sottile ma resistente, che diviene gialla a maturazione. Il frutto sviluppa una colorazione da arancio a rossa sul 25-50% della sua superficie quando è esposto al sole, mentre rimane completamente giallo se in ombra. Ha un sapore ricco e dolce e una polpa completamente senza fibre (che contiene un seme monoembrionico), con un aroma gradevole. In Florida il frutto matura dall'inizio di giugno all'inizio di luglio. In Sicilia matura ad agosto.